# راديو دبنقا
هي محطة إذاعية على الموجة القصيرة تخدم السودان مع تقارير يومية عن أحدث المعلومات السياسية والاقتصادية الاجتماعية ، بما في ذلك القضايا الصحية والبرامج الاجتماعية مثل Lost and Found. تم بث الراديو على الموجة القصيرة منذ الأول من ديسمبر 2008. وتستمر عمليات البث الحالية لمدة ساعة واحدة كل يوم.
راديو دبنقا هو راديو مستقل قائم على قواعد المهنة وتقاليدها واخلاقياتها الراسخة ويعمل من داخل السودان وخارجه، عبر شبكة من المراسلين. يقدم اخبار ومعلومات مستقلة ذات صلة بدارفور على نحو خاص و السودان على نحو عام.

## تأسيس
في 15 نوفمبر2008 ،  واعتبارا من الأول من ديسمبر بدء راديو دبنقا رسميا يبث على الهواء اخبار وبرامج متنوعة لمدة ساعتين ونصف الساعة يوميا عبر الموجات القصيرة. ويبث راديو دبنقا أخباره وبرامجه باللغة العربية مع 6 لغات محلية أخرى، حتى يتمكن جميع سكان دارفور  من متابعة آخر الأخبار والمعلومات حول الاقليم والسودان.

## تتبع
تابع لشبكة راديو دارفور التي تضم تحالف من الصحفيين السودانيين ومنظمات التنمية الدولية. وتدعمها مجموعة من الجهات المانحة الدولية و المنظمات ا لإنسانية والمنظمات غير الحكومية المحلية.